# Pendino
Pendino est l'un des 30 quartiers de Naples, dans le sud de l'Italie

## Histoire
Le quartier fait partie du centre historique (Centro historico) de la ville et comprend le Palazzo Como, qui abrite le musée civique Filangieri, situé dans la principale rue nord-sud du quartier, la Via Duomo (la rue où se trouve la cathédrale de Naples). Ce quartier est l'un des plus touchés par le risanamento, les démolitions massives liées au renouvellement urbain de Naples de part et d'autre de l'année 1900, notamment le démantèlement et le repositionnement du musée susmentionné et la construction même de la rue Via Duomo, afin de créer une artère principale reliant le nord de Naples à la zone portuaire. 
Le Vico et le Vicoletto dei Zuroli, également appelés Vicolo dei Zurli, sont situés près de la via Forcella (Furcella en napolitain) et près de l'église Pio Monte della Misericordia, entre la Via dei Tribunali et la Via Vicaria Vecchia, dans le quartier. La noble famille Zurolo s'y installe entre le XIVe et le XVe siècle, puis fait construire son palais noble dans un style purement gothique, qui existe encore depuis.

## Démographie
Il couvre une superficie de 0,63 km2 et compte 15 588 habitants en 2009